# Anthurium concinnatum
Anthurium concinnatum är en kallaväxtart som beskrevs av Heinrich Wilhelm Schott. Anthurium concinnatum ingår i släktet Anthurium och familjen kallaväxter. Inga underarter finns listade.